# Natalija Pyhyda
Natalija Sergiïvna Pyhyda (in ucraino Наталія Сергіївна Пигида?; Nova Kachovka, 30 gennaio 1981) è una velocista ucraina.

## Palmarès
| Anno | Manifestazione  | Sede     | Evento      | Risultato  | Prestazione | Note                                     |
| ---- | --------------- | -------- | ----------- | ---------- | ----------- | ---------------------------------------- |
| 2000 | Mondiali U20    | Santiago | 400 m piani | 6ª         | 53"69       |                                          |
| 2004 | Mondiali indoor | Budapest | 200 m piani | 5ª         | 23"80       |                                          |
| 2005 | Europei indoor  | Madrid   | 400 m piani | 5ª         | 52"63       |                                          |
| 2005 | Europei indoor  | Madrid   | 4×400 m     | 4ª         | 3'31"67     |                                          |
| 2005 | Universiadi     | Smirne   | 4×400 m     | Bronzo     | 3'28"23     |                                          |
| 2005 | Mondiali        | Helsinki | 4×400 m     | 5ª         | 3'28"00     |                                          |
| 2006 | Europei         | Göteborg | 4×400 m     | 6ª         | 3'30"95     |                                          |
| 2007 | Universiadi     | Bangkok  | 4×400 m     | Oro        | 3'29"29     |                                          |
| 2007 | Mondiali        | Osaka    | 4×400 m     | Batteria   | 3'30"76     |                                          |
| 2009 | Europei indoor  | Torino   | 400 m piani | Argento    | 51"44       |                                          |
| 2011 | Mondiali        | Taegu    | 400 m piani | Semifinale | 51"61       |                                          |
| 2011 | Mondiali        | Taegu    | 4×400 m     | dq         | dq          |                                          |
| 2012 | Mondiali indoor | Istanbul | 4×400 m     | Finale     | dq          |                                          |
| 2012 | Europei         | Helsinki | 4×400 m     | Oro        | 3'25"07     |                                          |
| 2012 | Giochi olimpici | Londra   | 4×400 m     | Bronzo     | 3'23"57     |                                          |
| 2013 | Mondiali        | Mosca    | 400 m piani | Semifinale | 51"02       | Miglior prestazione personale            |
| 2013 | Mondiali        | Mosca    | 4×400 m     | 4ª         | 3'27"38     |                                          |
| 2014 | Europei         | Zurigo   | 400 m piani | Semifinale | 53"70       |                                          |
| 2014 | Europei         | Zurigo   | 4×400 m     | Argento    | 3'24"32     |                                          |
| 2015 | Europei indoor  | Praga    | 400 m piani | Oro        | 51"96       | Miglior prestazione personale stagionale |
| 2015 | Europei indoor  | Praga    | 4×400 m     | 5ª         | 3'32"39     |                                          |
| 2015 | Mondiali        | Pechino  | 400 m piani | Semifinale | 50"62       | Miglior prestazione personale            |
| 2015 | Mondiali        | Pechino  | 4×400 m     | 5ª         | 3'25"94     |                                          |